# Henri Françillon
Henri Françillon (26 de março de 1946) é um ex-futebolista profissional haitiano que atuava como goleiro.

## Carreira
Henri Françillon fez parte do elenco histórico da Seleção Haitiana de Futebol, na Copa do Mundo de 1974, ele teve três presenças.

## Ligações Externas
- Perfil em Fifa.com (em inglês)